# Escher Wyss & Cie
Escher, Wyss & Cie. fou una empresa industrial suïssa centrada en l'enginyeria mecànica i de turbines fins que va ser absorbida per Sulzer AG el 1969. La seu original de l'empresa era a Zúric. A la primera meitat del segle xx va subministrar turbines a moltes centrals hidroelèctriques.

## Inicis
L'empresa Escher, Wyss & Cie. va ser fundada el 1805 per l'arquitecte Hans Caspar Escher i el banquer Salomon von Wyss a Zúric per a la fabricació de telers. El 1860 van abandonar la producció de telers per enfocar-se en l'enginyeria mecànica. Al final del segle xx, Escher Wyss va obtenir una gran reputació per a les seves novetats en l'energia de vapor i aigua, i amb el temps va ser el líder mundial en el camp de la hidràulica. Als seus tallers van construir les turbines més grosses de l'època, les de la Canadian Niagara Power Company de 10.000 cavalls cadascuna. Després de la Primera Guerra Mundial, la companyia es va centrar en l'obertura de nous mercats per a les turbines i va esdevenir un dels majors exportadors de productes industrials de Suïssa.

## Subministrament a les centrals hidroelèctriques
L'empresa va subministrar la majoria de les turbines per a les grans centrals hidroelèctriques del Pirineu construïdes fins al 1936. Per exemple el 1914 serví les quatre turbines Pelton per a la central hidroelèctrica de Capdella més una mes el 1917, i el 1919 tres turbines Pelton per a la Central hidroelèctrica de Molinos (les dues promoguda per Energia Elèctrica de Catalunya), el 1914 quatre turbines Pelton per a la central de Seros i les quatre unitats de turbina Francis doble per la central hidroelèctrica de Talarn
(les dues promogudes per Barcelona Traction), al llarg de 1920 i 1923 les turbines Francis per a la central de la Pobla de Segur i la central del Congost (promogudes per la Sociedad Productora de Fuerzas Motrices), així com el 1918 les turbines Francis de la central de Seira (promoguda per Catalana de Gas). Sovint l'empresa també subministrava les canonades forçades.
Les últimes turbines que l'empresa va subministrar a una central hidroelèctrica catalana foren dues unitats Pelton, les de la central hidroelèctrica reversible de Montamara, pertanyent al complex hidroelèctric de l'alta vall de Cardós, i que entraren en funcionament el 1974.

## Abandonament de la fabricació de turbines

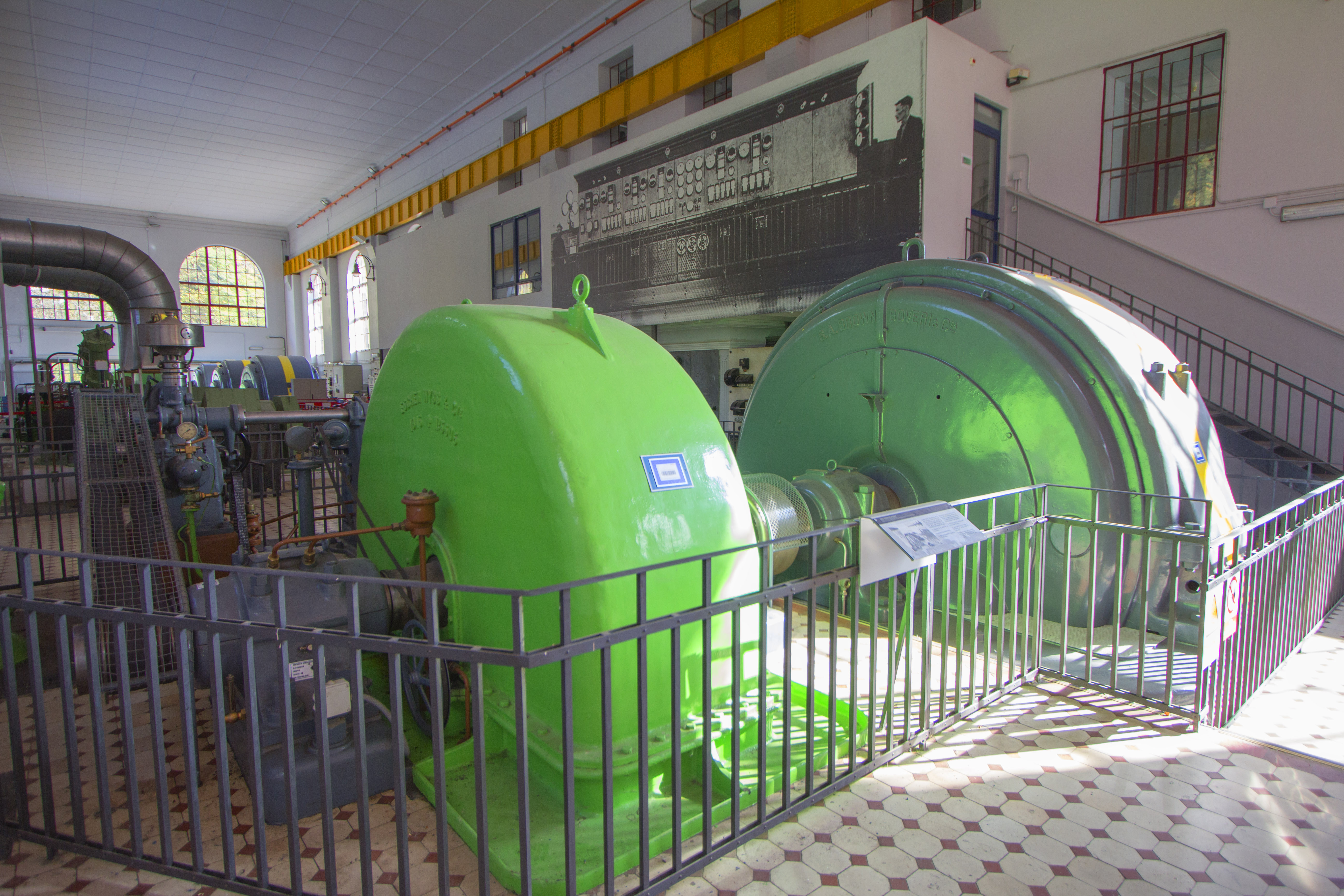
Turbina Escher Wyss (verd) a la central de Capdella

El 1931, durament afectada per la crisi econòmica mundial, un consorci de bancs es va fer càrrec de la majoria de la companyia per evitar un col·lapse de l'empresa. Malgrat tot, el 1935, el cantó i la ciutat van haver de mantenir la companyia viva durant dos anys mitjançant una garantia de treball amb una garantia de pèrdues simultània. Al mateix temps, es va canviar el nom a Escher Wyss AG. A finals dels anys seixanta malgrat el lideratge tecnològic, Escher Wyss va caure en una crisi de vendes a mesura que els competidors més barats arribaven al mercat, el boom global de la energia hidràulica va acabar i les màquines fabricades per Escher Wyss van resultar molt duradores i no calien reposicions.
En el període 1966-1969, Escher Wyss i les seves filials van ser preses pel grup industrial Sulzer, amb seu a Winterthur. El 1999, Sulzer va vendre per separat les diferents divisions de l'empresa. Actualment (2019) el que queda de la part hidràulica és a l'empresa Andritz Hydro GmbH, on les hélices de vaixells es continuen fabricant a la fàbrica de Ravensburg amb la marca Escher Wyss.